# الاتصالات السلكية واللاسلكية في سورينام
الاتصالات السلكية واللاسلكية في سورينام وتشمل الراديو، والتلفزيون والهواتف الثابتة والمتنقلة والإنترنت.

## المذياع
- محطات البث : محطة إذاعية واحدة وهي محطه مملوكة للدولة ؛ كما انه يوجد عدة محطات إذاعية خاصة (2007).[1]
- أجهزة الراديو : 300000 جهاز (1997). [بحاجة لتحديث]

## التلفاز
- محطات البث : محطتان تلفزيونيتان وهي محطتان مملوكتان للدولة ؛ كما يوجد عدة محطات تلفزيونية خاصة (2007).[1]
- التلفزيونات : 63000 جهاز (1997). [بحاجة لتحديث]

## الهواتف
- رمز الاتصال : +597 [1]
- بادئة المكالمة الدولية : 00 [2]
- الخطوط الرئيسية: 5 خطوط ، 209 في العالم (2015).
- الخلوية المتنقلة: 0 خطوط ، 208 في العالم (2015).
- محلي: تبلغ الكثافة الهاتفية للخطوط الثابتة والمتنقلة 185 هاتفاً لكل 100 شخص ؛ شبكة المرحلات الراديوية بالموجات الدقيقة (2010).
- دولي: المرافق جيدة (2010).
- محطات أرضية ساتلية : اثنان من إنتلسات ( المحيط الأطلسي ) (2010).
- كبلات الاتصالات : نظام الكابلات البحرية في سورينام - غيانا (SGSCS) الذي يربط ترينيداد وغيانا وسورينام [3] وكابل الاتصالات الغواصة بالألياف الضوئية الأمريكيتين الثانية الذي يربط بين الولايات المتحدة وبورتوريكو وجزر فيرجن الأمريكية ومارتينيك وكوراساو وترينيداد ، فنزويلا وغيانا الفرنسية والبرازيل مع امتدادات أرضية إلى سورينام وغيانا .[4]

## الإنترنت
كان الإنترنت متاحًا في سورينام من خلال تيليسور اعتبارًا من نوفمبر 1995 ؛ يمكن للمشتركين اختيار إما الوصول الكامل أو البريد الإلكتروني فقط. يعد الوصول إلى الإنترنت أمرًا شائعًا ومتاحًا على نطاق واسع في المدن الكبرى ، ولكنه أقل شيوعًا في المناطق النائية من الداخل ذات النطاق الترددي المحدود وغالبًا لا تصل الكهرباء.
- نطاق المستوى الأعلى : .sr [1]
- مستخدمو الإنترنت : 194269 مستخدما ، المرتبة 154 في العالم ؛ 34.7 ٪ من السكان ، 123 على العالم (2012).[7][8]
- النطاق العريض الثابت : 32192 اشتراكًا ، يحتل المرتبة 120 في العالم ؛ 5.7 ٪ من السكان ، 98 في العالم (2012).[9]
- النطاق العريض اللاسلكي : غير معروف (2012).[10]
- مضيفو الإنترنت : 188 مضيفًا ، المركز 201 في العالم (2012).
- IPv4 : 44.032 عنوانًا مخصصًا ، أقل من 0.05٪ من الإجمالي العالمي ، 78.6 عنوانًا لكل 1000 شخص (2012).[11][12]
- مزودو خدمة الإنترنت : يوفر اثنان من مزودي خدمة الإنترنت الوصول إلى الإنترنت عبر الطلب الهاتفي ، ويوفر اثنان وصولاً لاسلكيًا ، ويوفر مزودان آخران الوصول باستخدام ISDN. يوفر أحد المزودين الوصول باستخدام DSL . [بحاجة لتحديث]

### الرصد والرقابة على الإنترنت
لا توجد قيود حكومية للوصول إلى الإنترنت وتؤكد الحكومة أنها لا تراقب البريد الإلكتروني أو غرف الدردشة على الإنترنت دون إشراف قضائي. ومع ذلك ، فإن الصحفيين وأعضاء المعارضة السياسية وأنصارهم وكيانات مستقلة أخرى أبلغوا عن تدخل الحكومة أو الرقابة على حسابات البريد الإلكتروني ووسائل التواصل الاجتماعي. 
يكفل القانون حرية التعبير والصحافة ، وتحترم الحكومة بشكل عام هذه الحقوق في الممارسة العملية. أفاد أعضاء في مجالس الصحافة المحلية والدولية عن تهديدات بالعنف مرتبطة بشكل مباشر بتغطيتهم لتعديل قانون العفو. انتقد المتحدث الرسمي باسم الرئيس علنًا وأرهب الصحفيين الذين تحدثوا عن رد فعل عام سلبي على التعديل. يمارس بعض الإعلاميين الرقابة الذاتية رداً على الضغط والترهيب من قبل كبار المسؤولين الحكوميين أو قادة المجتمع على الصحفيين الذين ينشرون قصصاً سلبية عن الإدارة. بالإضافة إلى ذلك ، ترتبط العديد من المنافذ الإخبارية بأحزاب سياسية معينة ، مما يثني الصحفيين عن تغطية بعض الموضوعات. يحظر القانون التدخل التعسفي في الخصوصية أو الأسرة أو المنزل أو المراسلات ، وتحترم الحكومة بشكل عام هذه المحظورات في الممارسة العملية. يشترط القانون أوامر تفتيش صادرة عن مأمورين شبه قضائيين يشرفون على التحقيقات الجنائية.

## روابط خارجية
- قائمة المحطات الإذاعية في سورينام
- Telesur ، شركة الاتصالات الحكومية في سورينام.